# Zeekajak
Een zeekajak is een zeewaardige toerkajak voor tochten op zee en ander groot water zoals meren en rivieren. Met een zeekajak is vrijwel elk water te bevaren, met uitzondering van wildstromende rivieren, daarvoor zijn ze te lang en niet wendbaar genoeg. Zeekajaks die bedoeld zijn om meerdaagse tochten met veel bagage te varen, worden expeditiekajaks genoemd. Zeekajaks bestaan in één- en tweepersoons versies; zelden worden ze gebouwd voor meer dan twee personen.

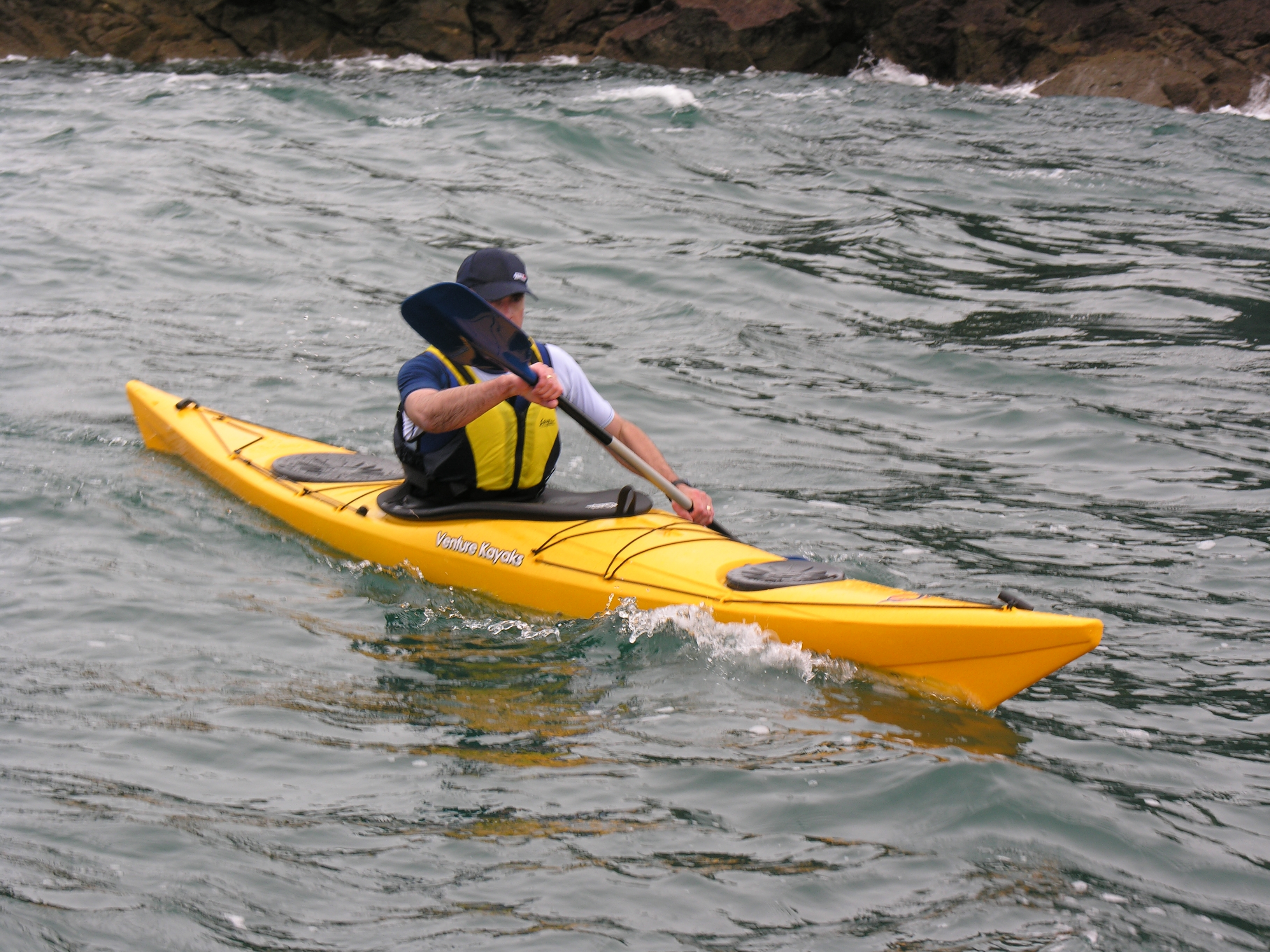
Een moderne zeekajak

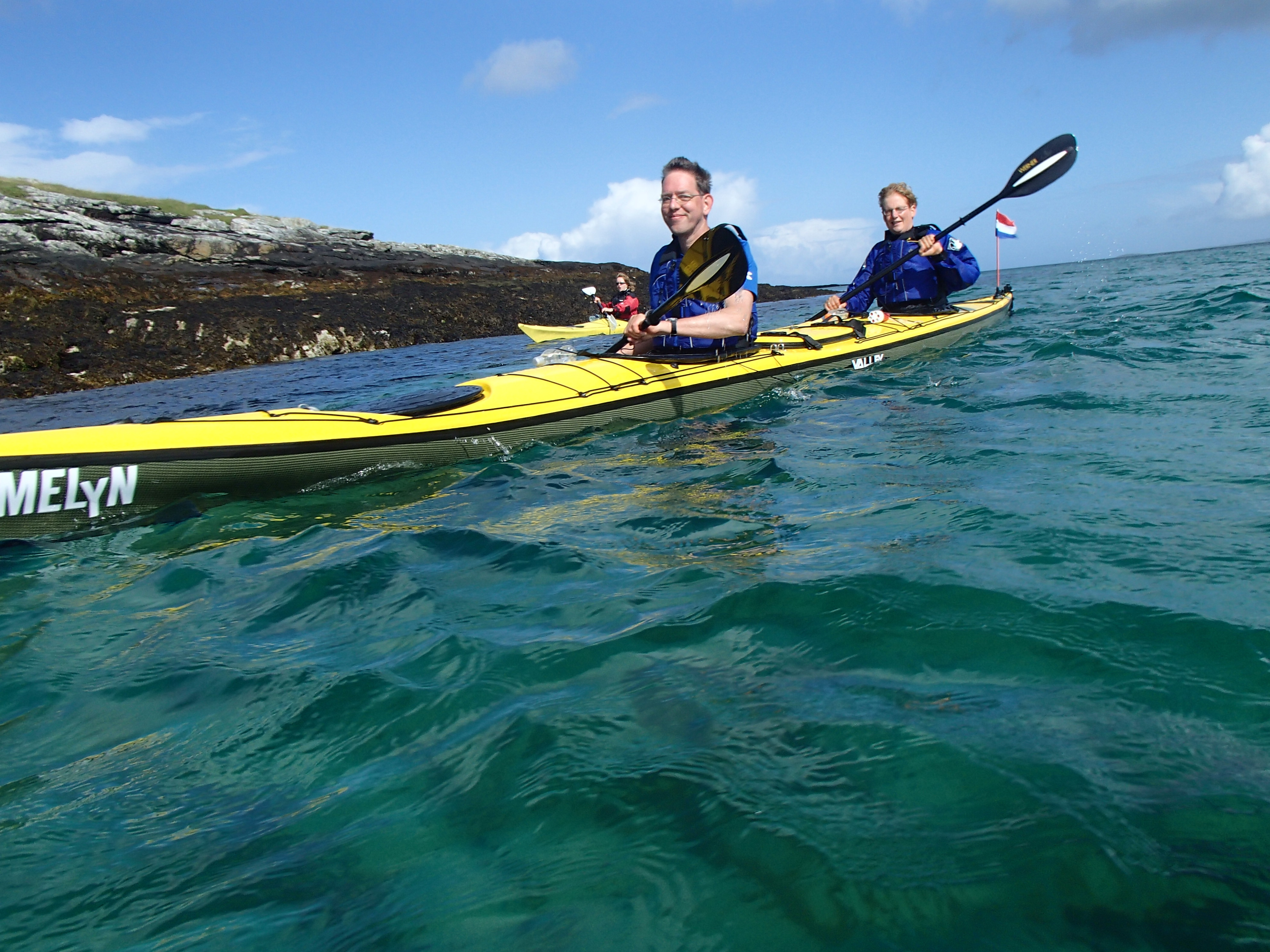
Een tweepersoons expeditie-zeekajak (Valley Aleut II)

## Eigenschappen
De combinatie van eigenschappen die een kajak zeewaardig maken zijn:
- Robuust, noodzakelijk in zwaar weer en om reddingen uit te kunnen voeren. Aanlanden in de branding vereist ook robuustheid. De keerzijde is natuurlijk dat het eigen gewicht hoger wordt.
- Koersvast in diverse omstandigheden. Door zijn lengte en vorm is een zeekajak koersvast, ook in golven. Oploeven door zijwind kan gecorrigeerd worden met een variabele scheg, roer en/of door de juiste stuurtechnieken. In handen van gevorderde vaarders kan een wendbare zeekajak juist beter op koers worden gehouden, vooral in slecht weer. Dit komt doordat elke zeekajak (koersvast of niet) onder bepaalde omstandigheden, bijvoorbeeld met korte golven schuin van voor of achter, dwars op de golven wil varen. Een heel koersvaste kajak is dan lastiger weer op koers te krijgen; een wat wendbaardere kajak is onder die condities in het voordeel. Bovendien is het met een wendbare zeekajak gemakkelijker om een omgeslagen vaarmaat snel te helpen. Wendbaar is natuurlijk relatief: een wendbare zeekajak is nog steeds bijzonder koersvast vergeleken met wildwater- of polokajaks.
- Golfbestendig: door de lengte en de smalle hoge punten snijdt de kajak in de golven en gaat weer drijven zonder al te veel snelheid te verliezen. Soms wordt juist een scherpe, vrij verticale boeg toegepast om snelheidsverlies door stampen tegen te gaan. Een nadeel van een te rechte boeg is dat deze veel buiswater veroorzaakt; het is dus altijd een compromis.
- Beperkt stabiel: stabiliteit is wel prettig tijdens een 'drijfpauze' op het water. Stabiliteit gaat ten koste van andere vaareigenschappen zoals snelheid. Te grote stabiliteit is op ruw water bovendien niet handig: de boot zal dan bij elke golf van opzij erg gaan rollen. De meeste zeekajaks zijn daarom minder stabiel ontworpen dan de gemiddelde vlakwaterkano: hun romp heeft onder water een tamelijk ronde dwarsdoorsnee.
- Comfortabel: een tocht van vele uren zonder uitstappen moet mogelijk zijn, echter mag een rugleuning weer niet de vrijheid beperken die nodig is bij opkanten of eskimoteren.
- Compartimenten, van elkaar gescheiden door waterdichte schotten, maken het mogelijk om bagage droog te vervoeren maar vooral dat een omgeslagen kajak horizontaal blijft drijven en dus beter redbaar is. Losse drijfzakken of binnenbanden raken te makkelijk van hun plaats en zijn dus veel minder veilig.

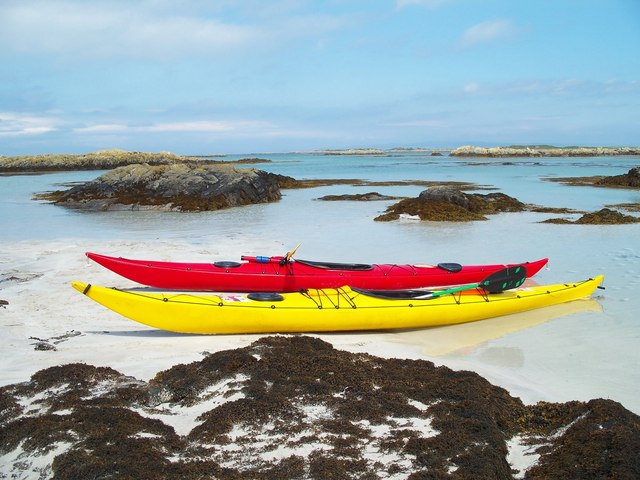
Twee zeekajaks op het strand

## Uitrusting
- Zeekajaks zijn standaard uitgerust met grijplijnen waar de zwemmende vaarder de boot aan vast kan houden tegen wegwaaien maar ook ten behoeve van de reddende collega om de boot te legen. Naast de kuip zitten vaak geen lijnen om te voorkomen dat men daarin verstrikt raakt bij in- of uitstappen.
- Dwars over de boot, en soms ook in de lengterichting, zitten elastieken voor het bevestigen van bijvoorbeeld een kaart, noodsignalen, een reservepeddel en eventueel een handpomp.
- Veel zeekajaks hebben een (opklapbaar) roer of een - vaak variabele - scheg, waarmee oploeven te compenseren is.
- Zeekajaks hebben waterdichte luiken op het dek, die toegang verschaffen tot compartimenten waarin bagage en proviand kan worden geladen. Het voorste en achterste compartiment mogen nooit op het water geopend worden omdat daarmee de zeewaardigheid wordt aangetast: bij het vollopen van een van deze compartimenten gaat de kajak met een punt omhoog drijven en is dan vrijwel niet meer recht te krijgen. Meestal is er dan ook een klein compartiment vlak achter de kuip voor het droog vervoeren van eten en reservekleding voor gebruik onderweg. De laatste jaren ziet men vaak ook een minicompartimentje boven de benen, waar de vaarder zelf eenvoudig bij kan. Tweepersoons zeekajaks hebben meestal ook een middencompartiment.
- De kuip van een zeekajak is afsluitbaar met een spatzeil. Dit vormt de verbinding tussen kajak en vaarder. Het spatzeil wordt door een elastiek om het middel gehouden (vaak met banden over de schouders), en het wordt eveneens met een elastiek om de rand van de opening van de kajak gespannen. Aan de voorzijde van het spatzeil bevindt zich een lus. Als men de kano snel moet verlaten - bijvoorbeeld omdat men omgeslagen is - dan kan door te trekken aan deze lus het spatzeil los van de boot worden getrokken. Het is dus essentieel dat deze lus zich aan de bovenzijde van het spatzeil bevindt. Een alternatief voor deze lus is een band die overdwars over het spatzeil loopt. Een dergelijke band kan niet per ongeluk onderdeks terecht komen.
- Een kompas is op groot water zeer wenselijk, mede vanwege het risico om in mist terecht te komen. Een navigatiesysteem kan ook goede diensten verlenen, zeker als dat ook een kompasfunctie heeft, maar omdat een 'ouderwets' magnetisch kompas geen batterijen heeft die leeg kunnen raken, is dit geen overbodig hulpmiddel.
- Vaak is een zeekajak uitgerust met een - al dan niet vast ingebouwde - waterpomp (handbediend, voetbediend of elektrisch).
- Verder behoort tot de vaste uitrusting op groot water: noodsignalen (ernstvuurwerk, zoals vuurpijlen en rookpotten), een mobiele telefoon of beter een marifoon (in portofoon-uitvoering), een sleeplijn, een reservepeddel, een EHBO-setje, materiaal voor een noodreparatie alsmede proviand (niet te vergeten drinkwater; zeker als men op zout water gaat varen).

## Veiligheid
Een beginnende zeekajakker is een ervaren toerkajakker bekend met de verschillende technieken en reddingen die nodig kunnen zijn bij het varen op groot water. Hiertoe worden door meerdere organisaties opleidingen zeevaardigheid gegeven.
Voor de veiligheid is het voor een zeekajakker van belang om bij een tocht op groot water een neopreen- of droogpak aan te hebben, en een zwemvest (NB dat is wat anders dan een reddingsvest) te dragen. Het advies is om met minimaal drie personen te varen waaronder een ervaren tochtleider; twee zeer ervaren kajakkers kunnen ook verantwoord op pad. De kajak moet ten minste voldoen aan de bovengenoemde uitrustingseisen.